# TIアジア

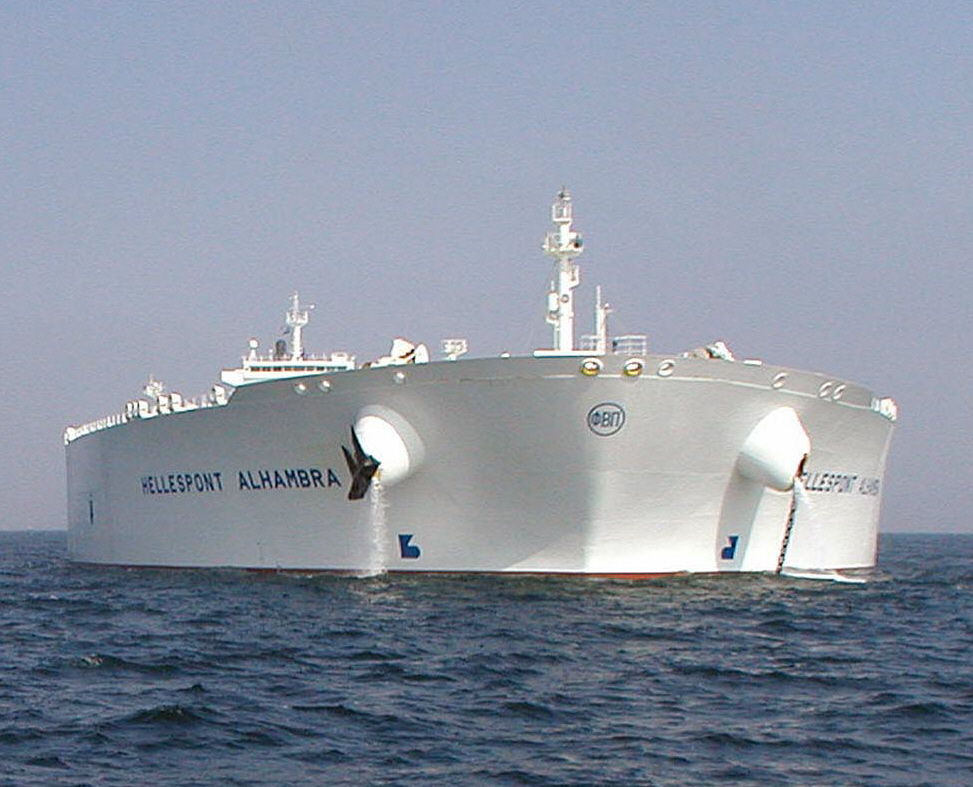
TIアジアになる、前の姿 (ヘレスポント・アルハンブラ)

TIアジアは、現在用いられている船としては、世界最大である。TIシリーズスーパタンカーの1隻である。

## データ
- 運航会社

- 就航    2002年

- 全長    380m

- 全幅    68m

- 総トン数    234,006トン
- 純トン数    162,477トン
- 載貨重量トン数 441,585トン

## 概要
本船は、かつてのスーパタンカーのヘレスポント・アルハンブラである。2002年にヘレスポント・アルハンブラは、TIアジアとなった。
なお、TIシリーズスーパタンカー級は、他に数隻ある。